# Donusz pápa
Donusz (latinul: Donus), (? – 678. április 11.) léphetett a keresztény egyház vezető hivatalába a történelem során 78.-ként 676. november 2-től. Kicsivel több mint egy évig tölthette be szent pozícióját. Több építkezés is az ő nevéhez kötődik Rómában.

## Élete
Rómában született, apját Mauriciusnak nevezték. Elődje halála után több mint négy hónappal 676. november 2-án szentelték fel Róma püspökének. Életéről keveset tudunk. A Liber Pontificalis szerint ő volt az az egyházfő, aki a még ma is látható hatalmas márványtömbökkel boríttatta le a Szent Péter-bazilika előtt lévő átriumot. Felújíttatta a Via Appia mentén álló Szent Euphemia-templomot, és megújította a falakon kívüli Szent Pál-bazilikát (más feltételezések szerint azt a kis templomot, amely a legenda szerint azon a helyen épült fel, ahol Szent Péter és Szent Pál vértanúhaláluk előtt elváltak egymástól.)
Donusz uralkodása idején Reparatus ravennai érsek feladta egyházmegyéjének függetlenségét, amelyet II. Kónsztansz bizánci császár biztosított Ravennának 666-ban.
Feloszlatta azt a római szír kolostort (Monasterium Boetianum), melynek szerzetesei a nesztorianizmus tanai szerint éltek. A szerzeteseket különböző római kolostoroknál helyezte el, az épületbe pedig ortodox szerzeteseket telepített. IV. Kónsztantinosz bizánci császár levelet küldött Donusnak, amelyben közeledést mutatott a monothelétizmus kérdésében, de a levél a pápa halála után érkezett meg Rómába.
678. április 11-én halt meg, a Szent Péter-bazilikában temették el.

## Művei
- Documenta Catholica Omnia (latin nyelven). (Hozzáférés: 2011. december 6.)